# Дороги, которые мы выбираем

Боливар. Кадр из фильма «Деловые люди» (новелла «Дороги, которые мы выбираем»), 1962

«Дороги, которые мы выбираем» (англ. The Roads We Take) — рассказ О. Генри из сборника «Коловращение» (1910).

## Сюжет
Америка времён Дикого Запада. Трое бандитов: Боб Тидбол, Додсон по прозвищу «Акула» и метис Джон Большая Собака совершают нападение на поезд, сделавший остановку для заправки паровоза водой. Проводник почтового вагона пристреливает Джона, двое других бандитов скрываются с добычей в 30 тысяч долларов, угнав отцепленный паровоз и проехав на нём до места, где у них были наготове лошади. На переправе лошадь Тидбола, поскользнувшись, сломала ногу, и хозяину приходится её пристрелить.
Бандиты предвидят неминуемую погоню. Неунывающий Тидбол предлагает погрузить добычу на коня Додсона по кличке Боливар и ехать на нём вдвоём, пока они не найдут другую лошадь. Додсон, сомневаясь, рассматривает мокрого от пота Боливара. Тидбол спрашивает, как Додсон, не будучи уроженцем Дикого Запада, проявил такую удаль, на что Додсон рассказывает, как в юности ушёл из родительского дома и направился в Нью-Йорк, чтобы стать финансовым воротилой, но на развилке направился налево и встретил циркачей-ковбоев, с которым направился на Запад. Он часто думал: «Что было бы со мной, если бы я выбрал другую дорогу». «По-моему, было бы то же самое» — отвечает Тидбол, — «Дело не в том, какую дорогу мы выбираем, дело в том, что внутри нас, это заставляет нас выбирать дорогу» (англ. It ain't the roads we take; it's what's inside of us that makes us turn out the way we do).
Тидбол поднимает глаза и видит, что Додсон прицеливается в него из револьвера. Додсон говорит, как ему жаль, что гнедая Тидбола сломала ногу. На лице Додсона появляется жестокое беспощадное выражение неумолимой алчности. Он спускает курок, произнеся при этом фразу «Боливару не снести двоих» (англ. Bolivar can't carry double). Убив товарища, Додсон забирает всю добычу, вскакивает в седло и уносится прочь, но в этот момент просыпается за столом своей маклерской конторы.
Подошедший клерк спрашивает, что делать с Уильямсом, который попался на неких акциях компании «Икс, Игрек, Зет». Додсон спрашивает, какова их рыночная цена (1,85 доллара), и требует, чтобы Уильямс покупал акции по этой цене. Клерк отвечает, что старый друг Додсона Уильямс продал акции Додсону по 98 центов, и теперь, чтобы рассчитываться по нынешней цене, ему придётся продать всё, что у него есть, включая дом. Лицо Додсона выражает только алчность и жестокость. Он говорит: «Пусть платит 1,85. Боливару не снести двоих».

## «Боливар не выдержит двоих»
Изначально фраза означала, что при выборе между выгодой и дружбой предпочтение отдаётся выгоде. Однако в настоящее время поговорка «Боливар не вынесет двоих» также используется в том смысле, что если становится тяжело сочетать одновременно два каких-либо варианта, то от одного из них необходимо избавиться в пользу другого, более удобного.